# Які ж бідні багаті
Які ж бідні багаті (ісп. Qué Pobres Tan Ricos) — мексиканська теленовела виробництва компанії Televisa, в якій головні ролі виконали Сурія Вега та Хайме Каміл. [Архівовано 28 квітня 2014 у Wayback Machine.] Ремейк колумбійської теленовели Pobres Rico.

## Сюжет
Померає глава родини, дідусь Ауреліано Руіс-Паласіос. Його дружина Маті не може очолити родинний бізнес через хворобу. Для оголошення заповіту Ауреліано з Англії повертається один із внуків — Мігель-Анхель Руіс-Паласіос. У заповіті сказано, що спадок отримає той внук, у якого до 35 років народиться син в законному шлюбі. Мігель Анхель не дуже зацікавлений спадком і компанією, оскільки він поїхав в Англію, щоб заробити свій власний капітал і побудувати кар'єру без допомоги родичів. Кузен Мігеля Анхеля, Алехо, не вірить брату і, щоб усунути конкурента, звинувачує Мігеля Анхеля у шахрайстві. Після цього на все майно Мігеля накладають арешт, а сам він змушений переховуватися. Вся його сім'я має лише один притулок — ділянку землі в бідному районі Нопалера, на якій побудований дім сім'ї Менчака. Таким чином, бабуся Маті, мама Ана Софія, брати Мігель Анхель і Леонардо та їхня сестра Фріда опиняються в Нопалері. Вони змушені жити з сім'єю іншого соціального стану, що призводить до багатьох комічних ситуацій. Родини не дуже ладнають, тому посередниками у їх спілкуванні стають Мігель Анхель та Лупіта Менчака. Згодом між ними зароджуються ніжні почуття, що переростають в кохання.
Дон Чуй — голова родини Менчака. Він — колишній боєць, відомий під кличкою Син Суматри. Його старша донька Лупіта — молода, красива та працьовита мати-одиначка. Колись вона працювала секретаркою на фірмі Руіс-Паласіос і завагітніла від Алехо. Але, виявивши, що він не той, ким вона його вважала, дівчина нічого не сказала про дитину і вирішила виховувати його сама. Син Лупіти Еміліано — дуже чемний, розумний, вихований хлопчик, яким вона дуже гордиться і любить понад усе на світі. Двоє інших дітей дона Чуя — Тісок, молодий талановитий хлопець, який має свою музичну групу і Перла Іветт, наймолодша дитина, що найбільше мріє стати моделлю.
Дві сім'ї, що опинились в складних життєвих ситуація, разом подолають багато труднощів і зможуть знайти дорогу до щастя.

## У ролях
- Сурія Вега — Марія Гваделупе Менчака Мартінес «Лупіта»
- Хайме Каміл — Мігель Анхель Руіс-Паласіос Ромагнолі
- Марк Тачер — Алехо Руіс-Паласіос Саравія
- Артуро Пеніче — Непомусенеро Ескандіондас
- Інгрід Марц — Мінерва Фонтанет Бланко
- Мануель «Флако» Ібаньєс — Хесус Менчака «Дон Чуй»
- Наташа Дюпейрон — Фріда Руіс-Паласіос Ромагнолі
- Дієго де Еріче — Леонардо Руіс-Паласіос Ромагнолі
- Сільвія Паскель — Ана Софія Романьйолі Толентіно де Руіс-Паласіос
- Кета Лават — Матільде Альварес де Руіс-Паласіос «Маті»
- Джонатан Басерра — Хосе Тісок Менчака Мартінес
- Абріль Рівера — Перла Іветт Менчака Мартінес
- Яель Фернандес — Еміліано Менчака Мартінес
- Сальве Сільвія Гутьєррес — Кармеліта
- Габріела Самора — Венді
- Хосе Едуардо Дербес — Дієго Армандо Ескандіондас
- Агустин Арана — Сауль Баллестрос
- Тіаре Сканда — Вільма Теран Саде
- Ракель Панковські — Ісела Бланко
- Рікардо Маргалеф — Джонатан
- Жаклін Гарсія — Дженніфер
- Хосе Пабло Мінор — Тато
- Габі Мелладо — Макарена Ларреа, графиня де Велладолід
- Лорена Веласкес — Ісабель Ласкураїн

## Факти
- Першою назвою теленовели була «Ти — моє багатство».

- Старт серіалу був одним з найкращих в Мексиці в 2013 році — 22.1 пунктів (третє місце в річному рейтингу). Такий успіх супроводжував серіал і надалі. В той час, як лідери за переглядами першого епізоду — теленовели «Буря» і «Вільна, щоб кохати тебе» — провалилися в трансляції.